# Бойония Процила
Бойония Процила (на латински: Boionia Procilla) е баба на римския император Антонин Пий.

## Фамилия
Омъжва се за Гней Арий Антонин (* 31 г.), който произлиза от Нарбонска Галия. Той e поет на гръцки епиграми и приятел с Плиний Млади. Става суфектконсул (69 и 97 г.), от 81 г. e проконсул на Азия и умира през 97 г.
Бойония ражда две дъщери. Едната ѝ дъщеря, Ария Антонина (* 70 г.), се омъжва за сенатора Луций Юний Цезений Пет (* 65 г.) и става майка на Луций Цезений Антонин (суфектконсул 128 г.). Другата ѝ дъщеря, Ария Фадила, се омъжва за Тит Аврелий Фулв (консул 89 г.) и на 19 септември 86 г. ражда бъдещия римски император Антонин Пий (Тит Аврелий Фулвий Бойоний Арий Антонин Пий). Фулв умира през 89 г. и Антонин Пий расте при Бойония и Антонин. Дъщеря ѝ се омъжва за Публий Юлий Луп (консул 98 г.). С него тя има две дъщери Юлия Фадила и Ария Лупула.